# 圖欽 (戈夏區)
50°42′2″N 26°33′56″E / 50.70056°N 26.56556°E
圖欽（烏克蘭語：Тучин），是烏克蘭西北部的村莊，隸屬里夫內州的里夫內區。該村始建於1545年，面積6.62平方公里，海拔高度178米，2025年人口2,187，人口密度每平方公里383.9人。